# Mnemosyne bettotana
Mnemosyne bettotana är en insektsart som beskrevs av Van Stalle 1988. Mnemosyne bettotana ingår i släktet Mnemosyne och familjen kilstritar. Inga underarter finns listade i Catalogue of Life.